# دارایی غیرفعال
دارایی غیرفعال (انگلیسی: Non-performing asset) به شرکت یا مؤسسه اعتباری اطلاق می‌گردد، که برای مدت مشخصی نسبت سود یا سرمایه اوراق قرضه آن تغییر نکرده باشد. اصطلاح دارایی غیرفعال اغلب توسط مؤسسات مالی مورد استفاده قرار می‌گیرد و به وام‌هایی اشاره دارد که در معرض تهدید قرار می‌گیرند و هنگامی که وام گیرنده به مدت ۹۰ روز برای پرداخت سود یا بازپرداخت اصلی دچار مشکل شود، دارایی‌های وی غیرفعال شناخته خواهد شد. شرکت‌های غیرفعال برای مؤسسات مالی مشکل ساز می‌باشند، زیرا درآمد این مؤسسات به پرداخت سود شرکت‌های وام گیرنده، بستگی دارد.